# 그웬돌린 요
궨덜린 요(Gwendoline Yeo, 1977년 7월 10일 ~ )는 미국의 배우이다.

## 출연 작품
- 히든스 앤드 시브즈 (2012)
- 백투더 씨 (2012)
- I Do... I Did! (2009)
- 베이컨시 2 - 퍼스트 컷 (2009)
- 세븐티 파이브 (2007)
- 제인 오스틴 북 클럽 (2007)
- 인빈서블 아이언 맨 (2007, The Invincible Iron Man) - 애니메이션
- 나이트 스카이스 (2007)
- 브로큰 트레일 (2006)

### 텔레비전
- 금색의 갓슈벨!! (2005-06) - 영어 더빙
- 위기의 주부들 (2006)
- 헬보이: 폭풍의 검 (2006, Hellboy: Sword of Storms) - 애니메이션
- 더 배트맨 (2007)
- 스타워즈: 클론 전쟁 (2008) - 애니메이션
- 스티치! 새로운 모험 (2009-13) - 애니메이션